# ریدن (راینلاند-فالتس)
ریدِن (به آلمانی: Rieden) یک شهر در آلمان است که در ماین-کبلنتس واقع شده‌است. ریدن ۱٬۳۲۶ نفر جمعیت دارد.